# Rhipidura cyaniceps
Rhipidura cyaniceps е вид птица от семейство Rhipiduridae.

## Разпространение
Видът е разпространен във Филипините.